# Nootdorpboog

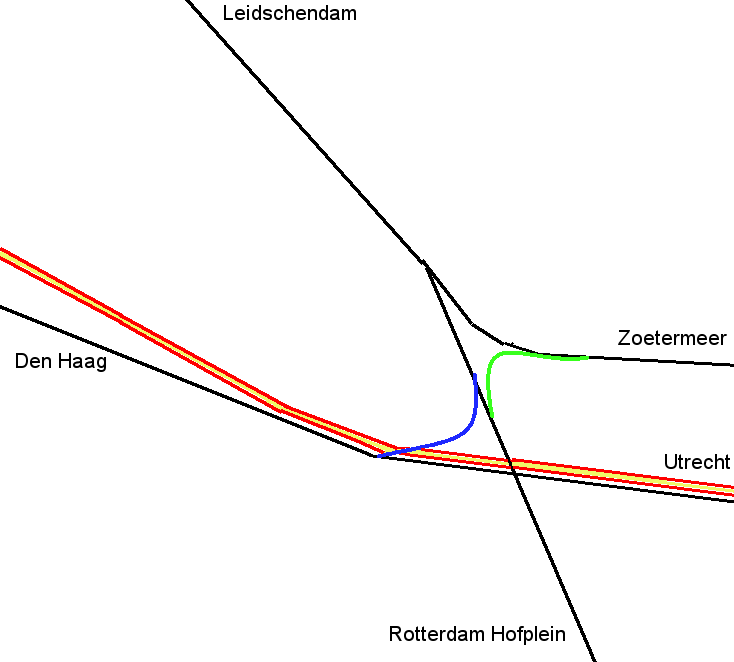
Spoor
Nootdorpboog
Niet gerealiseerde boog
Autosnelweg A12

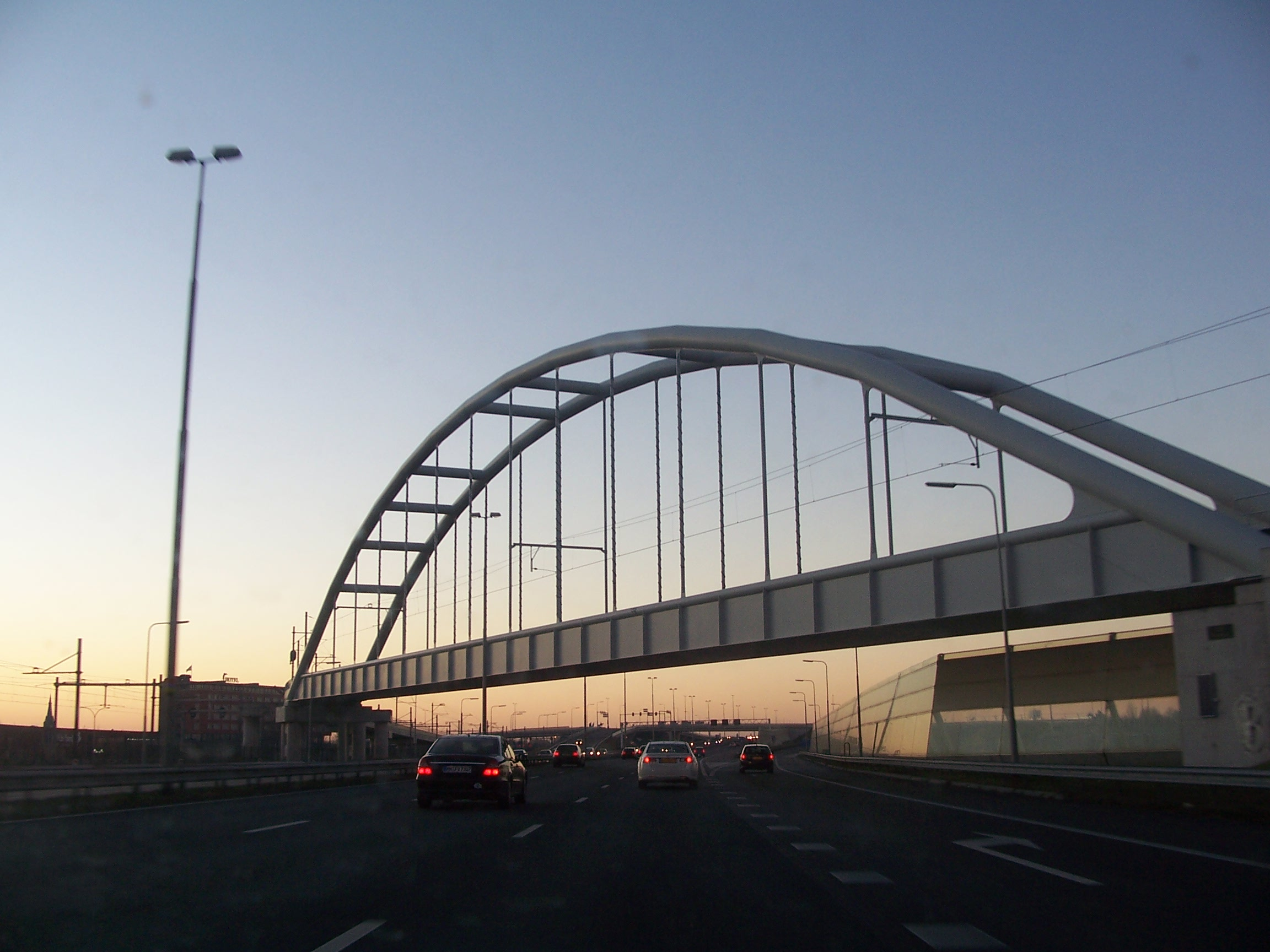
De stalen boogbrug over de A12.

De Nootdorpboog is een enkelsporige verbinding voor het NS-treinmaterieel tussen de spoorlijn Gouda - Den Haag en de werkplaats van NS Onderhoud & Service langs de Hofpleinlijn in Leidschendam. De boog bevindt zich nabij Nootdorp en station Den Haag Ypenburg.
Doordat de Hofpleinlijn in verband met de aanpassingen voor het lightrailproject RandstadRail niet meer beschikbaar is voor treinverkeer, moest er een alternatieve ontsluiting worden aangelegd voor de NS Onderhoud & Service-werkplaats te Leidschendam, waar het reizigersmaterieel van NS wordt onderhouden. Hierom werd een nieuwe verbindingsboog aangelegd tussen de Hofpleinlijn en de spoorlijn Gouda - Den Haag. Deze enkelsporige boog kruist met een stalen boogbrug de autosnelweg A12. De Nootdorpboog werd op 7 november 2005 in gebruik genomen.
De naam Nootdorpboog is eerder gebruikt voor een mogelijke toekomstige verbinding van de Zoetermeer Stadslijn met de Hofpleinlijn richting Rotterdam, in de "oksel" tussen Zoetermeer Stadslijn, Hofpleinlijn, A12 en de golfbaan bij het Zoetermeerse Westerpark. Deze verbinding was een van de voorgestelde alternatieven voor een verbeterde openbaarvervoerverbinding tussen Zoetermeer en Rotterdam, maar is voorlopig nog niet gerealiseerd. Het is in de toekomst nog een mogelijkheid bij de vervolgfase van RandstadRail. Voorlopig is er een snelle busverbinding tussen Rodenrijs en Zoetermeer.

## Trivia
De brug is te zien in het begin van de film 06/05 van Theo van Gogh, over de moord op Pim Fortuyn. Ten tijde van die moord, op 6 mei 2002, bestond de brug echter nog niet. 